# Europeiska sjukförsäkringskortet

Ett europeiskt sjukförsäkringskort utfärdat i Tyskland.

Det europeiska sjukförsäkringskortet (finlandssvenska: europeiska sjukvårdskortet) är ett så kallat intyg för utlandet som styrker innehavarens rätt till nödvändig sjukvård vid tillfälliga vistelser i andra medlemsstater inom Europeiska unionen än den där personen i fråga är sjukförsäkrad enligt socialförsäkringsförordningen. Kortet gäller även för Island, Liechtenstein och Norge genom EES-avtalet samt Schweiz och Storbritannien genom bilaterala avtal. För andra länder krävs i regel en privat reseförsäkring.
Syftet med det europeiska sjukförsäkringskortet är att personer ska kunna röra sig fritt mellan medlemsstaterna utan att behöva avbryta sin resa på grund av sjukdom. Kortet utfärdas av de ansvariga nationella försäkringsmyndigheterna, till exempel Försäkringskassan i Sverige och Folkpensionsanstalten i Finland, i enlighet med en enhetlig modell som fastställts av administrativa kommissionen.
Kortet ger innehavaren rätt till nödvändig vård av det allmänna sjukvårdssystemet på samma villkor som de egna medborgarna i en medlemsstat. Till exempel ska innehavare av kortet inte omfattas av högre patientavgifter än de inhemska invånarna. Nödvändig vård inbegriper bland annat akutsjukvård, vård för kroniska eller långvariga sjukdomar (inbegripet provtagningar och medicinska kontroller) samt all vård relaterad till graviditet eller förlossning. Kortet gäller dock inte vid resor som företas i syfte att få vård; för detta krävs ett så kallat S2-intyg. Det är vårdgivaren som på medicinska grunder i slutändan avgör vad som är nödvändig vård. Kostnaden för vården faktureras till den försäkringsmyndighet som har utfärdat kortet. Det europeiska sjukförsäkringskortet täcker inte kostnader vid hemresa utanför Norden, till exempel med ambulansflyg, utan detta kräver en privat reseförsäkring. Eftersom kortet saknar ett fotografi av innehavaren behöver normalt även en giltig resehandling eller annan typ av legitimationshandling uppvisas.
Det europeiska sjukförsäkringskortet infördes den 1 juni 2004 och ersatte det tidigare systemet med pappersintyg, som kallades intyg för rätt till sjukvårdsförmåner under tillfällig vistelse i en medlemsstat och hade beteckningen E 111. Vid behov kan ett tillfälligt intyg utfärdas av en försäkringsmyndighet. Under 2021 fanns totalt 235 miljoner europeiska sjukförsäkringskort i omlopp.